# Da Qin

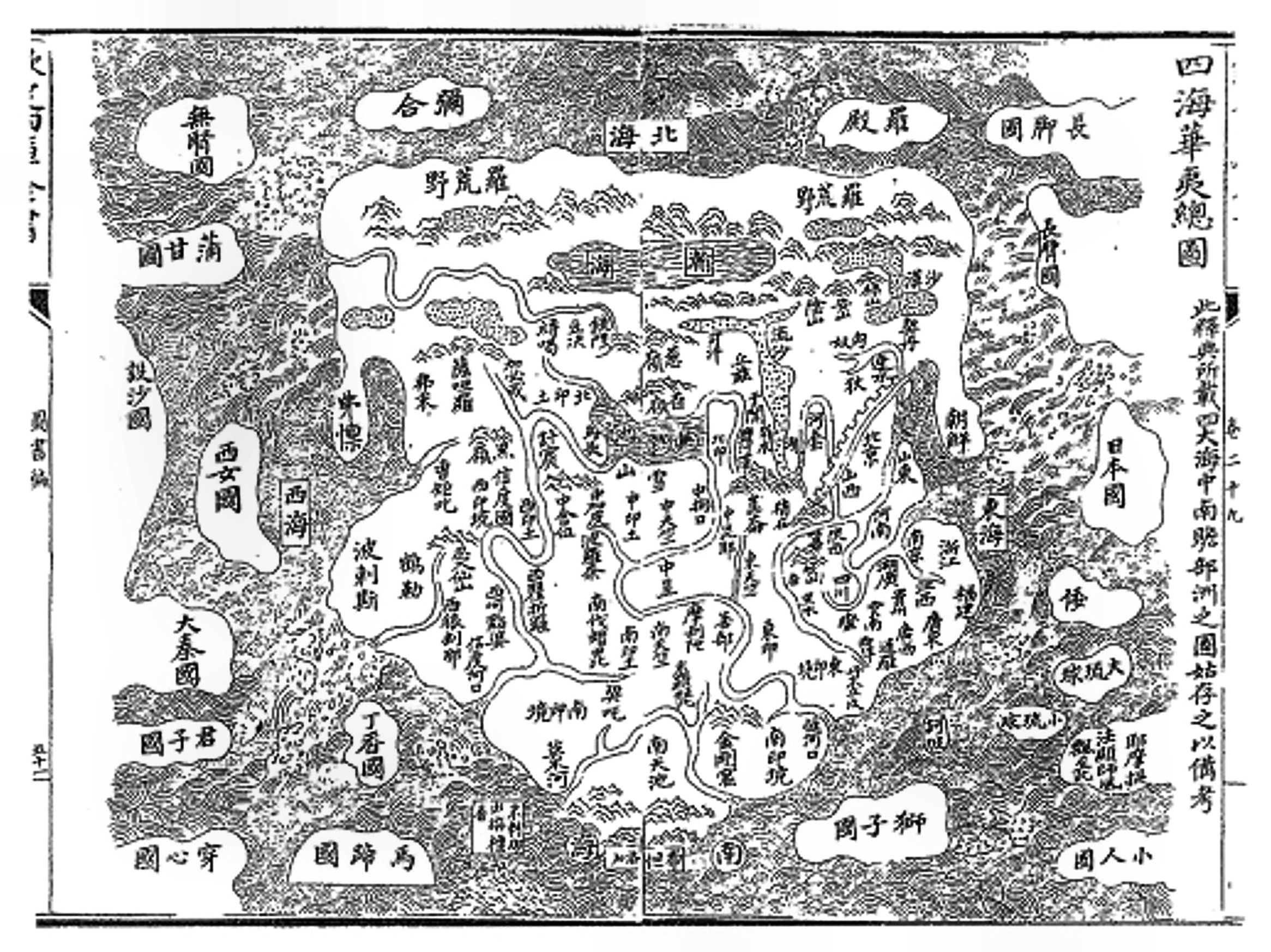
Da Qin bevindt zich aan de uiterst westelijke rand van deze Chinese wereldkaart van omstreeks 1530, de Sihai Huayi Zongtu.

Da Qin (Chinees: 大秦) was vanaf  de laatste periode van de Han-dynastie (206 v.Chr.- 220 n.Chr.) de benaming voor het Romeinse Rijk dan wel voor het oostelijk deel daarvan. Daarna werd het in China gebruikt voor de oostelijke delen van het toenmalige Byzantijnse Rijk. Gedurende de periode van de Tang-dynastie (618-907) werd voor het Byzantijnse rijk na ongeveer 700 de naam  Fulin (拂菻) gebruikt. Da Qin kreeg in die periode een meer religieuze dan geografische betekenis.

## Da Qinin de Chinese bronnen
Er zijn meerdere Chinese bronnen waarin Da Qin als geografisch begrip wordt genoemd. De vijf belangrijkste zijn:
1. Het Boek van de Late Han of Houhanshu: dit boek werd in de 5e eeuw voltooid. Het werk beschrijft de geschiedenis van de Oostelijke Han-dynastie (25-220) en kwam meer dan twee eeuwen na de val van de dynastie tot stand.
2. De  Weilüe  (letterlijk een beknopte geschiedenis van het Koninkrijk Wei) was een tekst die door Yu Huan werd geschreven tussen 239 en 265. Yu Huan was een historicus van het Koninkrijk Wei gedurende de periode van de Drie Koninkrijken. De oorspronkelijke tekst is verloren gegaan, maar de teksten over onder meer Da Qin zijn opgenomen in de Kroniek van de Drie Rijken.
3. Het Boek van de Jin (Jinshu). Het boek is voltooid in 646 of 648 en beschrijft de geschiedenis van de Jin-dynastie (265-420).
4. Het Boek van de Wei (Wèishū) werd geschreven door Wei Shou tussen 551 en 554 en beschrijft de geschiedenis van de Oostelijke Wei-dynastie en de  Noordelijke Wei-dynastie tussen 386 en 550.
5. Het Boek van de Song (Songshu). Het boek kreeg zijn uiteindelijke vorm tussen 494 en 502. De Songshu beschrijft de geschiedenis van de Liu Song-dynastie (420-479), een van de Zuidelijke Dynastieën.

## De betekenis van de termDa Qin

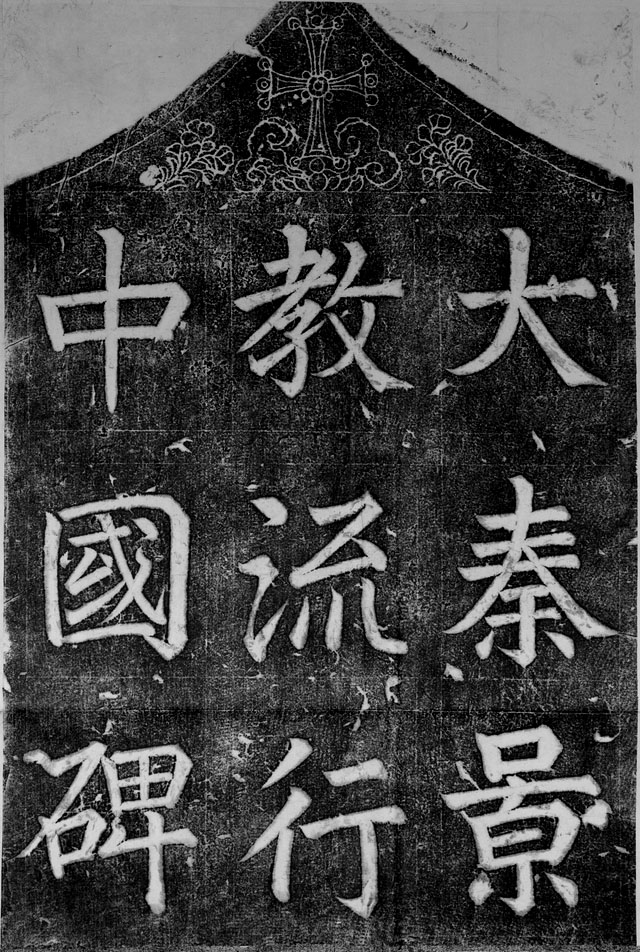
Titelplaat van de Nestoriaanse stele. De tekst van de inscriptie is: "Stele over de verbreiding in China van de Stralende religie van Da Qin"

Alle bronnen hebben gemeenschappelijk dat zij met Da Qin een groot en machtig rijk in het westen bedoelen. Er is nog steeds een debat of met de term het gehele Romeinse Rijk werd bedoeld dan wel alleen de meest oostelijk gelegen gebieden daarvan. De meeste historici gaan uit van het laatste. In de bronnen worden een aantal producten van Da Qin benoemd, die meestal typisch voor het oostelijk deel van het rijk waren.
De naam Qin refereert waarschijnlijk  aan het Rijk van de Grote Qin, een benaming  die de Chinezen in die periode ook wel voor hun eigen rijk gebruikten. Uit de tekst van zowel de Houhanshu als de Weilüe  wordt duidelijk dat men in China aan de mensen in Da Qin dezelfde positieve eigenschappen toeschreef die ook voor de eigen bevolking zouden opgaan, zoals een grote mate van eerlijkheid. Er wordt gesteld dat hun vlaggen en voertuigen dezelfde zijn als in China. Uit de teksten wordt duidelijk dat men daarom het rijk van die burgers benoemt als Da Qin.
Gedurende de periode van de Tang-dynastie werd voor het Byzantijnse rijk na ongeveer 700 de naam  Fulin gebruikt. Da Qin kreeg in die periode een meer religieuze dan geografische betekenis. Teksten van de inscriptie op de Nestoriaanse stele alsmede in de zogenaamde Jezus Soetra's over de Stralende religie van Da Qin hebben dan ook betrekking op de nestoriaanse Kerk van het Oosten of het christendom meer in het algemeen. Alleen in de Chinese cartografie werd de term Da Qin tot in de 16e eeuw gebruikt voor gebieden in het uiterste westen van de wereld zoals men zich die in China kon voorstellen.

## De locatie vanDa Qinvolgens de Chinese bronnen
Alle bronnen gaan uit van de – correcte – aanname dat Da Qin ten westen van het Parthische Rijk ligt.
De Houhanshu verhaalt dat in 91 Ban Chao door keizer Han Hedi werd benoemd tot "Protector Generaal" en gelegerd in de oasestad Kuqa, waar hij ruim twintig jaar de rijksgrens verdedigde. In 97 zou Ban Chao zijn afgezant Gan Ying opdracht hebben gegeven om contact te leggen met het Romeinse rijk. Gan Ying bereikte Parthië, Mesopotamië en de westelijke zee. Parthische kooplieden vertelden hem dat de reis naar Rome drie maanden zou duren en over zee zelfs twee jaar. Na dit bericht besloot Gan Ying de verkregen informatie te noteren en terug te keren. Dit verhaal moet geïnterpreteerd worden tegen de achtergrond dat Parthische kooplieden een belangrijk deel van de lucratieve doorvoer van Chinese goederen naar het westen beheersten en dus belang hadden directe contacten tussen China en het Romeinse rijk te verhinderen.
In alle bronnen wordt vermeld dat men om het Romeinse rijk te bereiken een zee moet oversteken. Dat is de zee, die in periploi, zoals de periplus van de Erythreïsche Zee de  Erythreïsche Zee werd genoemd. Dat was een term uit de Oudheid voor de Rode Zee, maar had feitelijk ook betrekking op het gebied van de  Perzische Golf en de Indische Oceaan. 
De beschrijvingen van een reis naar Da Qin zijn vaak gedetailleerd:
Als men vanuit  Anxi 3400 li naar het westen reist wordt het Koninkrijk Amman bereikt. Na Amman en nog een keer 3500 li wordt het Koninkrijk Sibin bereikt. Als men daarna naar het zuiden reist en een rivier oversteekt  bereikt men na 960 li het koninkrijk Yuluo. Dit is de uiterste westelijke grens van Anxi. Als men vervolgens verder naar het zuiden trekt en nog een grote zee oversteekt, bereikt men Da Qin.
Een  li is een afstand van ongeveer 500 meter. Er zijn in het vakgebied veel discussies geweest om hier en in andere bronnen genoemde landen en plaatsen te duiden. Er is overeenstemming dat met Anxi het Parthische rijk werd bedoeld. Een aantal historici gaan ervan uit, dat met Amman de stad Acbatana wordt bedoeld, met Sibon de stad Ctesiphon en met Yuluo de stad Hatra.
In een aantal bronnen wordt (een deel van) het Romeinse rijk ook wel Lixuan of Lijian genoemd. In de reisbeschrijvingen wordt een zeeroute naar Lixuan vermeld via de Indische Oceaan en de Perzische golf rondom het Arabisch Schiereiland. De eerste keer dat de naam Lixuan wordt vermeld, is in een reisverslag van Zhang Qian (overleden ca. 115 v.Chr.). Vermoedelijk werd door Zhang Qian destijds daar het Ptolemaeïsche rijk in Egypte mee bedoeld. Dat rijk werd in 30 v.Chr. door het Romeinse rijk geannexeerd. In latere bronnen wordt Egypte ook met Haixi  aangeduid.

## Beschrijvingen vanDa Qin
De Chinese bronnen geven niet alleen informatie over de locatie, maar beschrijven Da Qin tot in het detail in termen van aanwezige steden, vazalstaten, bestuur, administratie, economie, landbouw, enzovoorts.
Meerdere bronnen beschrijven dat in 120 de koning van Shan (het huidige Myanmar), een tribuutmissie naar het hof van de Han zond met de mededeling dat het economische connecties had met Da Qin. In 166 zou een missie vanuit Da Qin zelf in China zijn aangekomen met een boodschap van Andun, de koning van Da Qin. Andun werd wel geassocieerd met Marcus Aurelius. Het is zeer waarschijnlijk dat het hier kooplieden betrof, die om hun handelsmogelijkheden te vergroten, hadden verzonnen afkomstig te zijn uit een land waar ze de naam van hadden opgevangen. Tot in de 18e eeuw zijn er situaties bekend dat kooplieden volstrekt fictieve staten verzonnen om binnen het kader van het Chinees tribuutsysteem handel te kunnen drijven.
Er is geen enkele bron waaruit maar af te leiden valt, dat iemand uit China ooit het Romeinse rijk zou hebben bereikt. De Chinese auteurs van de bronnen verkregen hun informatie van handelaren, reizigers die in China arriveerden. Het is zeer waarschijnlijk dat ook die handelaren en reizigers zelf nooit het Romeinse rijk hadden bezocht. Vermoedelijk waren de reizigers afkomstig uit India, Vietnam of waren via de zijderoute gekomen.